# Lilltjärnen (Revsunds socken, Jämtland, 697584-146183)
Lilltjärnen är en sjö i Bräcke kommun i Jämtland och ingår i Ljungans huvudavrinningsområde.